# Пелагічні птахи

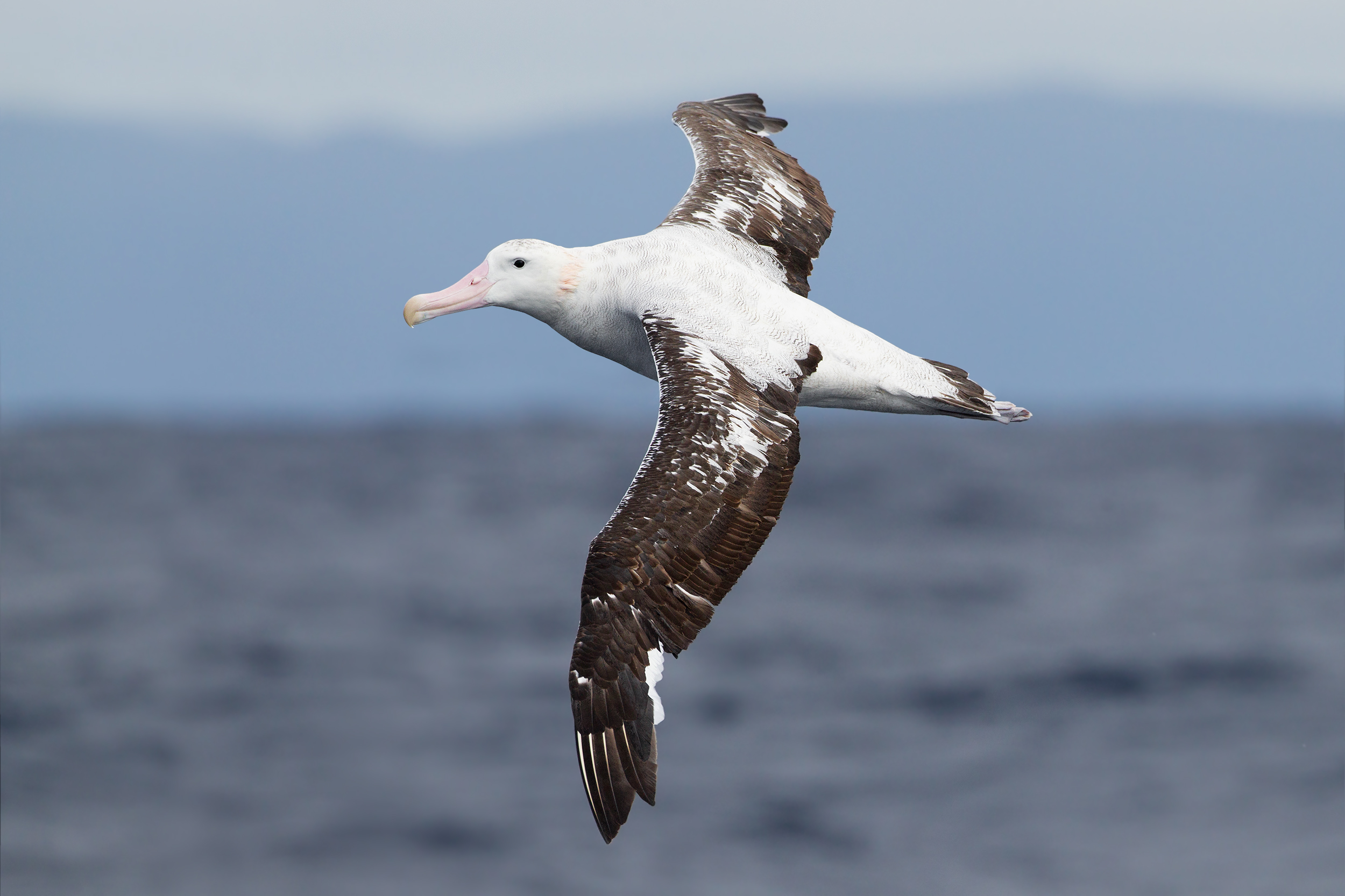
Мандрівний альбатрос в польоті

Пелагічні птахи (англ. Pelagic birds; від грец. πέλαγος — «відкрите море») — птахи, що мешкають у відкритому морі або океані та живляться організмами пелагічної зони, тобто безхребетними планктону, кальмарами, рибою та іншими морськими тваринами.
Для пелагічних птахів характерні довгі крила разом з малим питомим навантаженням. Такі птахи, як мандрівний альбатрос (Diomedea exulans), який здатний долати величезні морські відстані у пошуках їжі, багато в чому втратили здібність до активного польоту і безпосередньо залежать від динамічного ширяння (при якому енергія отримується від переміщення в горизонтальних повітряних потоках з різною швидкістю вітру) або похилого ширяння (при якому енергія отримується від постійної зміни шарів повітря із різними швидкостями).
До пелагічних птахів відносяться 3 родини ряду Буревісникоподібних (Procellariiformes): Альбатросові (Diomedeidae); Буревісникові (Procellariidae); Пірнаючі буревісники (Pelecanoididae).